# Henry Maitland Wilson, 1. Baron Wilson

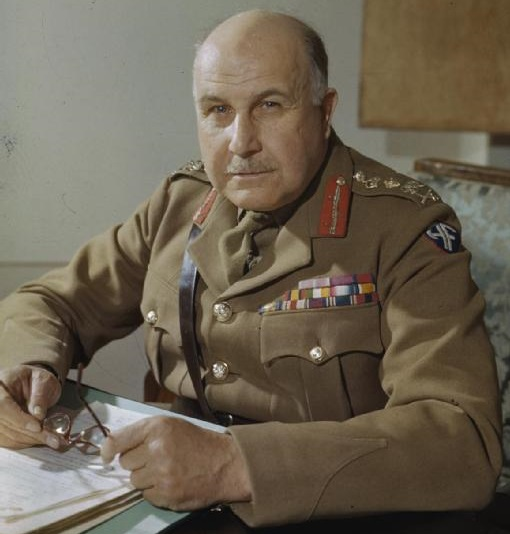
Henry Maitland Wilson, 1. Baron Wilson

Henry Maitland Wilson, 1. Baron Wilson, GCB, GBE, DSO (* 5. September 1881 in London; † 31. Dezember 1964 in Chilton, Buckinghamshire), auch Jumbo Wilson genannt, war ein britischer Feldmarschall im Zweiten Weltkrieg.

## Leben

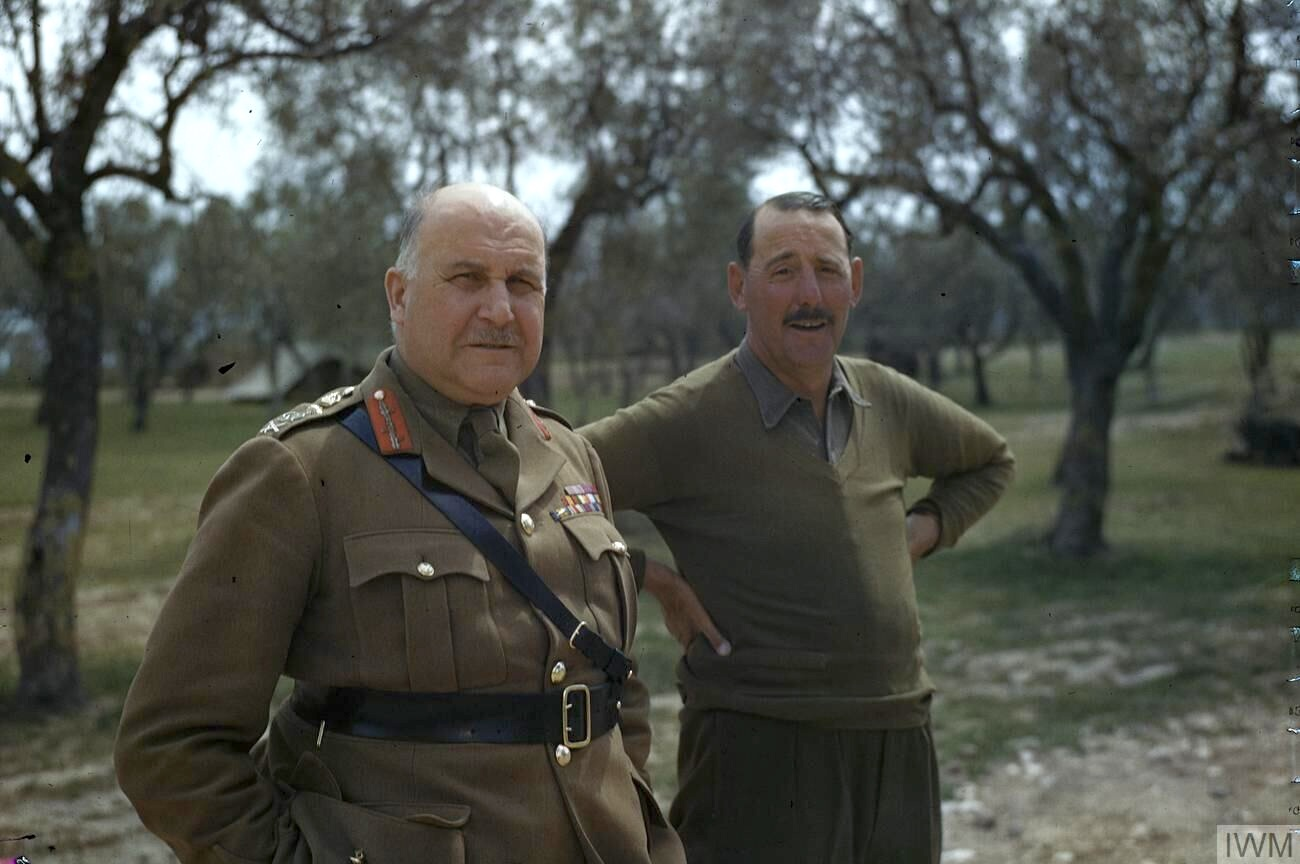
Sir Henry Maitland Wilson (links) und Sir Oliver Leese

Wilson entstammte der britischen Gentry und war der älteste Sohn des Arthur Maitland Wilson (1857–1934), Gutsherr von Stowlangtoft Hall in Suffolk, aus dessen Ehe mit Harriet Maude Isabella Kingscote (1860–1906). Sein Vater war mütterlicherseits ein Enkel des 6. Duke of Beaufort, seine Mutter mütterlicherseits eine Enkelin des 1. Earl Howe.
Er besuchte das Eton College und durchlief eine Kadettenausbildung an der Royal Military Academy Sandhurst. 1900 trat er als Second Lieutenant der Rifle Brigade in die British Army ein und kämpfte sodann im Zweiten Burenkrieg in Südafrika, wo er 1901 zum Lieutenant befördert wurde. 1907 wurde er in Indien und 1908 zum Captain befördert in Irland stationiert.
Im Ersten Weltkrieg war Wilson als Stabsoffizier in Frankreich eingesetzt und stieg bis in den temporären Rang eines Lieutenant-Colonel auf.
Zwischen den Weltkriegen war Wilson als Ausbilder eingesetzt, diente aber auch unter Chetwode, in Indien. Er beschäftigte sich auch mit dem damals neuen Konzept der mobilen Kriegsführung. 1927 erhielt er den substanziellen Rang eines Lieutenant-Colonel, 1934 zum Brigadier und 1935 zum Major-General befördert. Von Mai 1933 bis Januar 1934 und von Oktober 1935 bis August 1937 war er unter Halbsold vom Dienst freigestellt. Von 1937 bis 1939 war er Oberkommandierender der 2nd Infantry Division.
Wilson propagierte eine Konsolidierungspolitik des Empire. Großbritannien solle sich aus allen Besitzungen außerhalb Britisch-Indiens und Ägyptens mehr und mehr zurückziehen um militärische und finanzielle Ressourcen zu sparen.
Im Juni 1939 wurde Wilson im Rang eines Lieutenant-General Befehlshaber der britischen Streitkräfte in Ägypten und leitete im März und April 1941 die erfolglose Commonwealth-Expedition nach Griechenland („W-Force“). Im Mai 1941 wurde er zum General befördert. Die von ihm befehligte Operation gegen die vichy-französischen Mandatsgebiete Syrien und Libanon im Juni/Juli 1941 war demgegenüber erfolgreich. Im Oktober 1941 wurde Wilson dann Oberkommandierender der dort stationierten britischen 9. Armee.
Als ein solider, seriöser und berühmter Veteran war Wilson von Winston Churchill ausersehen worden, um im Winter des Jahres 1942 General Claude Auchinleck als Befehlshaber der britischen 8. Armee abzulösen. Auf Drängen von Generalstabschef Alan Brooke wurde stattdessen Bernard Montgomery ernannt. Wilson wurde anstelle dessen Oberbefehlshaber der Truppen des Vereinigten Königreichs in Persien und im Irak.
1943, nach Montgomerys Erfolg bei der zweiten Schlacht von El Alamein und der Vertreibung der deutschen Streitkräfte aus Nordafrika, wurde Wilson zum Oberbefehlshaber der Truppen im Nahen Ostens ernannt. Er löste 1944 Dwight D. Eisenhower als Oberbefehlshaber der Alliierten Streitkräfte im Mittelmeerraum ab und blieb bis Dezember 1944 in dieser Stellung.
Nachdem Wilson am 29. Dezember 1944 zum Field Marshal befördert worden war, diente er von 1945 bis 1947 als Leiter der British Joint Staff Mission in Washington, D.C. Er folgt dort dem verstorbenen Sir John Dill nach.
1946 wurde er als Baron Wilson, of Libya and of Stowlangtoft in the County of Suffolk, zum erblichen Peer erhoben und wurde dadurch Mitglied des House of Lords.
Er starb 1964 im Alter von 83 Jahren.

## Ehe und Nachkommen
1914 hatte er Hester Mary Wykeham († 1979), Tochter des Philip James Digby Wykeham, Gutsherr von Tythrop House in Oxfordshire, geheiratet. Mit ihr hatte er zwei Kinder:
- Patrick Maitland Wilson, 2. Baron Wilson (1915–2009), ⚭ 1945 Violet Storeene Campbell;
- Hon. Maud Maitland Wilson (1917–1996), unverheiratet.

## Orden und Ehrenzeichen
- 1914–1918: Mentioned in dispatches (3×)
- 1. Januar 1917: Companion des Distinguished Service Order (DSO)
- 1. Februar 1937: Companion des Order of the Bath (CB)
- 11. Juli 1940: Knight Commander des Order of the Bath (KCB)[6]
- 4. März 1941: Knight Grand Cross des Order of the Bath (GBE)[6]
- 1. April 1941: Mentioned in dispatches (4)
- 10. April 1942: Kriegskreuz (Griechenland)
- 24. Juni 1943: Mentioned in dispatches (5)
- 8. Juni 1944: Knight Grand Cross des Order of the Bath (GCB)[6]
- 7. Dezember 1944: Silbernes Kreuz des Ordens Virtuti Militari (Polen)
- 24. Januar 1946: Distinguished Service Medal (USA)
- 4. April 1946: Commander der Legion of Merit (USA)